# Juan Ponce Enrile
Juan Ponce Enrile, né le 14 février 1924 à Gonazaga (Cagayan), est un homme politique philippin, ministre de la Défense (1970-1986) et président du Sénat (2008-2013).

## Biographie
Né hors-mariage d'un politicien local et avocat célèbre et d'une fille de pêcheur de milieu modeste, il naît sous le nom de Juanito Furagganan. À l'adolescence, il retrouve son père et bénéficie d'une éducation de qualité à Manille. Il étudie les arts à l'Université Ateneo de Manille, puis le droit à l'Université des Philippines (1953) et enfin à la Faculté de droit de Harvard (États-Unis), où il obtient un Master of Laws.
Il enseigne le droit à la Pamantasan ng Dulong Silangan (Université Extrême-orientale) de Manille et entre au cabinet d'avocats de son père.

### Politique avec Marcos
En 1964, il devient le conseiller personnel de Ferdinand Marcos, alors sénateur pour les affaires légales. Lorsque Marcos est élu président, en 1965, il fait partie du premier cercle de ses fidèles et obtient plusieurs portefeuilles ministériels successifs. De 1966 à 1968, il est sous-secrétaire du département des Finances. De 1968 à 1970, il est secrétaire du département de la Justice. En 1970, il est nommé secrétaire du département de la Défense. À l'exception d'une courte période en 1971, pendant laquelle il tente en vain de se faire élire au Sénat, il restera à ce poste (renommé Ministre de la Défense en 1973) jusqu'en 1986.
Le 21 septembre 1972, il échappe à une embuscade armée visant la voiture dans laquelle il se trouve. Deux jours plus tard, Marcos décrète la Loi martiale et Enrile, en tant que ministre de la Défense, devient président du Comité exécutif du Conseil national de sécurité, l'un des postes les plus puissants du régime. En 1978, il devient membre de l'Interim Batasang Pambansa, l'assemblée législative provisoire chargée de mettre en œuvre la Constitution de 1973.

### Révolution de 1986
Au début des années 1980, Enrile est toutefois peu à peu écarté par Marcos au profit du général Fabian Ver, chef d'état-major du pays. Lorsque l'opposant Benigno Aquino, Jr. est assassiné, le 21 août 1983, Enrile s'éloigne du pouvoir et se rapproche d'officiers dissidents, dont le colonel Gregorio Honasan. Avec le soutien d'Enrile, ces officiers lancent un coup d'État contre Marcos en février 1986, quelques jours après l'élection présidentielle qui voit la victoire de Marcos grâce à une fraude massive. Marcos ayant été prévenu par le général Ver, le coup d'État échoue et les officiers, ainsi qu'Enrile, se réfugient dans deux camps militaires. Enrile fait appel au général Fidel Ramos, vice-chef d'état-major, qui accepte de prendre le parti des officiers dissidents. Le 22 février 1986, Enrile et Ramos donnent une conférence de presse au cours de laquelle ils annoncent leur démission du gouvernement. Peu après, l'archevêque de Manille, Jaime Sin, apporte lui aussi son soutien aux officiers rebelles.
Le 25 février 1986, lorsque Corazon Aquino prête serment comme nouvelle présidente de la république, Enrile fait partie des personnes qui l'entourent. Il conserve son poste de ministre de la Défense sous le nouveau régime, mais ses désaccords avec Aquino le poussent à démissionner en novembre 1986.

### Parlementaire
En mai 1987, Enrile est élu sénateur. Il est le seul sénateur d'opposition avec Joseph Estrada. Au mois d'août, il est arrêté avec Gregorio Honasan, car le pouvoir les soupçonne d'avoir fomenté un coup d'État. Faute de preuves, ils sont relâchés.
En 1992, conscient qu'il ne serait pas réélu au Sénat, il se présente aux élections législatives et se fait élire représentant du premier district de Cagayan.
En 1995, il se présente à nouveau au Sénat et est élu.
En 1998, il se présente à l'élection présidentielle, mais est défait par Joseph Estrada.
Aux élections sénatoriales de 2001, après la chute d'Estrada, il perd son siège de sénateur. Il est toutefois élu à nouveau en 2004 et est réélu en 2010.
Le 17 novembre 2008, Enrile est nommé président du Sénat.

### Controverses
En janvier 2013, il est accusé d'avoir donné des fonds aux sénateurs qui le soutiennent. Cette controverse le conduit à démissionner de la présidence du Sénat, malgré ses dénégations.
En septembre 2013, il est à nouveau mis en cause dans une affaire de corruption. Arrêté le 3 juillet 2014, il est démis de son poste de sénateur le 1er septembre 2014.